# Rijkskerkenstelsel

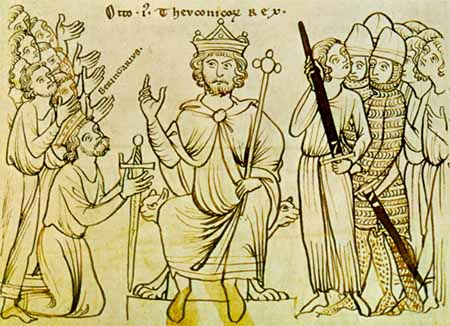
Het rijkskerkenstelsel wordt vooral geassocieerd met keizer Otto I de Grote.

In een rijkskerkenstelsel (Duits: Reichskirchensystem) vertrouwde een middeleeuwse Europese vorst zo veel mogelijk land en bestuurszaken toe aan door hem benoemde rooms-katholieke bisschoppen en abten in de plaats van aan leken. Dit deed de vorst omdat katholieke geestelijken celibatair dienden te leven en daarom geen wettelijke erfgenamen konden verwekken die hun leengoed konden overnemen bij hun dood. Het gebied dat zij bestuurden zou daarom automatisch weer in handen van de vorst komen, die dan zelf weer een vertrouweling op die positie kon benoemen. Anderzijds kon de vorst zo ook invloed uitoefenen op de Kerk. Dergelijke bisschoppen die hierdoor ook een vorstelijke functie kregen noemde men prins-bisschoppen vanwege zowel de geestelijke als wereldlijke toebedeelde macht.
Hoewel het verschijnsel vooral bekend is van de Ottoonse keizers, met name keizer Otto I de Grote die het stelsel in de 10e eeuw introduceerde in het Heilige Roomse Rijk (en derhalve ook wel het Ottoonse stelsel wordt genoemd), kwam deze praktijk van het benoemen van katholieke geestelijken in wereldlijke bestuursfuncties ook al voor onder de Karolingen en ten tijde van de Ottonen ook in Frankrijk en Engeland. Tegenover dit stelsel kan men de adelskerk plaatsen aan het einde van de vroege middeleeuwen. Door het rijkskerkenstelsel konden de eerste vrijheden of steden ontstaan. Dit stelsel vormde een van de aanleidingen tot de Investituurstrijd. Met het concordaat van Worms, dat in 1122 de investituurstrijd beëindigde, kreeg de Kerk weer toenemende invloed op de bisschopsbenoemingen, en daardoor ook op de politiek, omdat sommige bisschoppen tevens rijksvorsten waren.
Het systeem van het rijkskerkenstelsel leidde op lange termijn tot de stichting van een vrijheid of stad in het gebied van de prins-bisschop. De oorzaak hiervan lag in het misbruik van het voogdijschap. De prins-bisschoppen waren immers verplicht een lekenvoogd aan te stellen voor de rechtspraak en voor hun veiligheid. De clerus mocht geen wapens dragen. Deze voogden over kerkelijke gronden trachtten hun macht uit te breiden door in de kerkelijke voogdijgebieden zogenoemde vrijheden of steden te stichten om de bewoners ervan voor zich te winnen en los te wrikken van de eigenaars.